# Герб Британської Території в Індійському Океані
Герб Британської Території в Індійському Океані вперше був представлений 1990 року, на святкуванні 25-річчя утворення території.

## Опис
Герб являє собою щит синього кольору, внизу якого на трьох білих хвилястих лініях розташоване пальмове дерево і корона святого Едуарда, у лівому верхньому кутку розташоване сяюче сонце. У верхній частині щита знаходиться прапор Великої Британії.
Корона і прапор Великої Британії символізують приналежність до Об'єднаного Королівства, звивисті сині лінії — хвилі Індійського океану, а кокосова пальма — основну рослинність островів.
Як щитотримачі виступають дві морські черепахи (бісса і зелена черепаха), що стоять на березі, всипаному морськими мушлями. Всі разом вони уособлюють місцеву живу природу. Щит вінчає морська корона над якою височить вежа червоного кольору, що несе прапор Британської території в Індійському океані.
У основі герба національний девіз лат. In tutela nostra Limuria — «Лемурія під нашою опікою», і відсилає нас до неіснуючого континенту Лемурія, який за переказами розташовувався в Індійському океані.